# ويليام دوهرتي
ويليام دوهرتي (بالإنجليزية: William Doherty)‏ هو عالم بقشريات الأجنحة أمريكي، ولد في 15 مايو 1857 في سينسيناتي في الولايات المتحدة، وتوفي في 25 مايو 1901 في نيروبي في كينيا بسبب زحار.